# Coleophora sumptuosa
Coleophora sumptuosa é uma espécie de mariposa do gênero Coleophora pertencente à família Coleophoridae.